# Rivesaltes
Rivesaltes es una localidad y comuna francesa situada en el departamento de los Pirineos Orientales y la región de Occitania. Pertenece a la Communauté de communes Rivesaltais-Agly y se encuentra atravesada por el río Agly; también pertenece a la comarca histórica del Rosellón.
Sus habitantes reciben el gentilicio en francés rivesaltais.

## Cultura y productos
Dedicada principalmente al cultivo de la vid, que ocupa una gran parte de la superficie de la comuna, es un centro de producción vinos dulces naturales con denominación de origen (AOC): el Rivesaltes y el Muscat de Rivesaltes.

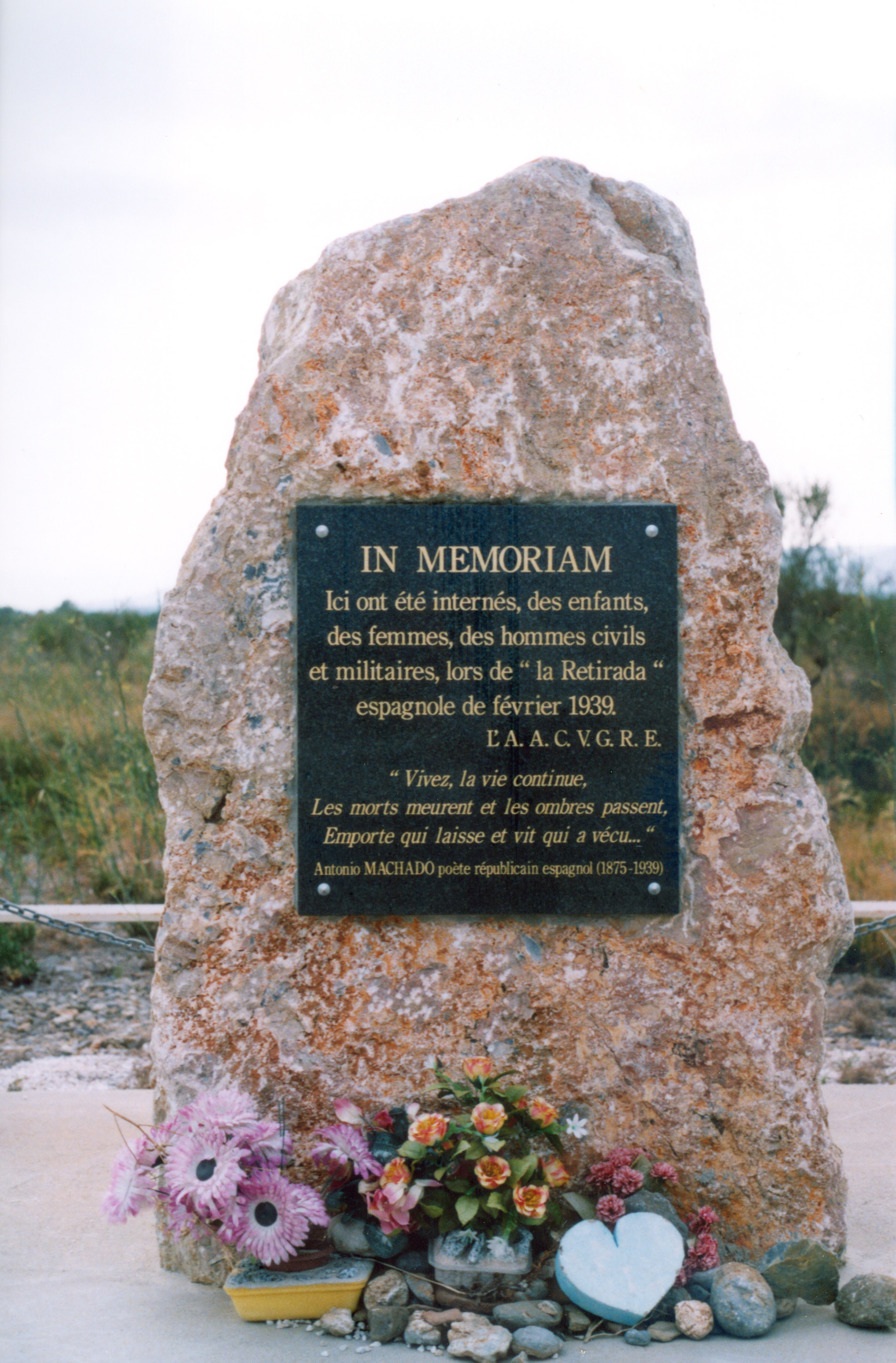
Placa homenaje a los republicanos españoles internados en el campo de Rivesaltes.

## Historia
La historia contemporánea de Rivesaltes se caracteriza por un episodio doloroso; en 1939, al final de la guerra civil española, las autoridades francesas confinaron  republicanos españoles, especialmente mujeres y niños, que habían cruzado la frontera escapando del franquismo al caer la Segunda República, en un campo disciplinario ocupando las instalaciones de una base militar. 
Este mismo campo, posteriormente, bajo el régimen de Vichy, en la Segunda Guerra Mundial, fue utilizado también como campo de concentración central en el sur de Francia. El campo fue clausurado en noviembre de 1942; con una capacidad para unas 8000 personas llegó a albergar a 20 000. Los judíos fueron enviados al campo de Drancy, los gitanos al de Saliers y los españoles al de Gurs.

## Demografía
| 5910 | 6442 | 6589 | 6781 | 7110 | 7940 |
| Para los censos de 1962 a 1999 la población legal corresponde a la población sin duplicidades (Fuente: INSEE [Consultar]) |      |      |      |      |      |

## Lugares de interés
- Antiguo hotel de la villa

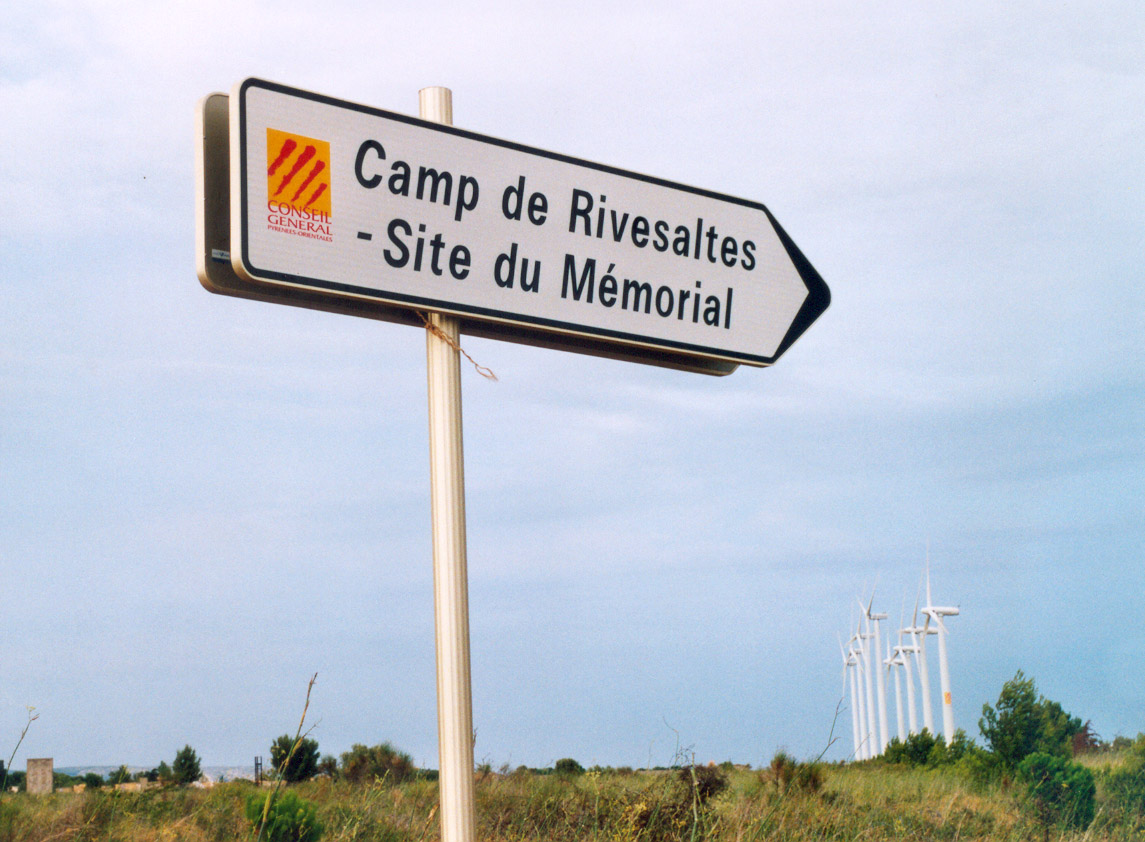
Monumento del Campo de internamiento de Rivesaltes, en las inmediaciones el parque eólico.

- Monumento del Campo de internamiento de Rivesaltes (Campo de Joffre)
- Parque eólico